# APEC Chile 2004

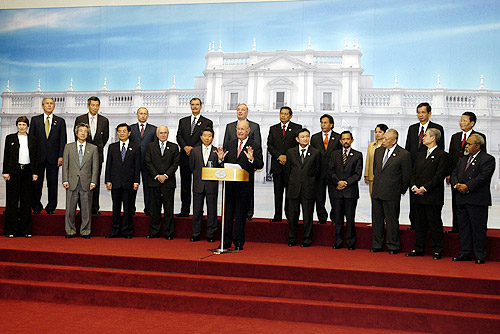
Declaración final de APEC 2004, realizada en el Palacio de La Moneda.

APEC Chile 2004 fue la  decimosexta (XVI) reunión anual del Foro de Cooperación Económica Asia-Pacífico (en inglés, Asia-Pacific Economic Cooperation, APEC) y decimosegunda (XII) de sus líderes, realizada en Santiago de Chile entre el 20 y el 21 de noviembre de 2004.
El lema de la reunión fue «Una Comunidad, Nuestro Futuro» («One Community, Our Future»), y fue la primera vez que el país andino tuvo la presidencia del organismo multilateral desde su ingreso en 1994. Chile obtendría nuevamente la presidencia de la APEC en 2019, sin embargo la cumbre de ese año fue cancelada.

## Actividades
La presidencia de Chile en la APEC consistió en varias reuniones celebradas en la capital Santiago y en varias otras ciudades del país —La Serena, Viña del Mar, Valparaíso, Pucón, Puerto Varas y Punta Arenas— a partir de diciembre de 2003 y durante todo 2004. Entre otras, se realizaron en marzo y mayo de ese año las Reuniones de Altos Representantes, y en junio la Reunión Ministerial de Comercio.
Las principales cumbres previas al encuentro de líderes fueron la Reunión Conjunta de Ministros de Comercio y Relaciones Exteriores y la Cumbre Empresarial APEC (APEC CEO Summit), iniciada el 19 de noviembre en CasaPiedra, y que tuvo como lema «Succeding in a Global World: New Challenges for Business». Ese mismo día comenzaron a llegar a Chile los líderes de las economías de la APEC, el cual fue declarado feriado en la Región Metropolitana de Santiago.
La Cumbre de Líderes se realizó los días 20 y 21 de noviembre en el centro de convenciones Espacio Riesco, La primera jornada fue cerrada con una cena oficial ofrecida por el presidente de Chile Ricardo Lagos y la primera dama Luisa Durán en la Estación Mapocho. Durante la segunda jornada se tomó la fotografía oficial del encuentro en el Palacio de La Moneda, para la cual los líderes vistieron los típicos chamantos de Doñihue, y posteriormente se realizó la Declaración Final de la cumbre.

## Líderes asistentes
- Australia: primer ministro John Howard
- Brunéi: Sultán Hassanal Bolkiah
- Canadá: primer ministro Paul Martin
- Chile: presidente Ricardo Lagos
- China: Presidente Hu Jintao
- Corea del Sur: Presidente Roh Moo-Hyun
- Estados Unidos: Presidente George W. Bush
- Filipinas: Presidenta Gloria Macapagal-Arroyo
- Hong Kong: Jefe Ejecutivo Tung Chee-hwa
- Indonesia: presidente Susilo Bambang Yudhoyono
- Japón: primer ministro Jun'ichirō Koizumi
- Malasia: primer ministro Abdullah Ahmad Badawi
- México: presidente Vicente Fox
- Nueva Zelanda: primera ministra Helen Clark
- Papúa Nueva Guinea: Primer ministro Michael Somare
- Perú: Presidente Alejandro Toledo
- Rusia: Presidente Vladímir Putin
- Singapur: primer ministro Lee Hsien Loong
- Tailandia: primer ministro Thaksin Shinawatra
- Taipei Chino: Presidente Chen Shui-bian
- Vietnam: Presidente Trần Đức Lương

## Controversias

### Protestas previas a la cumbre
Los días previos al encuentro de los líderes de la APEC se realizaron protestas en las ciudades chilenas de Santiago y Concepción, tanto en contra de la cumbre, realizadas principalmente por grupos antineoliberales, como también en contra del presidente de los Estados Unidos, George W. Bush, por sus políticas internacionales, como la guerra de Irak y la continuidad del embargo contra Cuba.

### Incidente de los escoltas de George Bush
Durante la cena del 20 de noviembre en la Estación Mapocho, el protocolo establecía que cada líder debía ingresar con un escolta, pero el presidente de los Estados Unidos George W. Bush se hizo acompañar de seis guardaespaldas, quienes fueron impedidos de ingresar al recinto por efectivos de Carabineros de Chile, provocándose un forcejeo. El propio Bush intervino en el incidente, logrando que uno de sus agentes ingresara con él.
Al día siguiente, el embajador de Estados Unidos en Chile, Craig A. Kelly, ofreció sus disculpas por el hecho al general director de Carabineros Alberto Cienfuegos, aclarando que se había debido a una «falta de comprensión» del personal de seguridad de Bush.